# ثوم مذكر
الثوم المذكر (باللاتينية: Allium stamineum) نوع نباتي عشبي يتبع جنس الثوم من الفصيلة الثومية. سمي كذلك نظرًا لبروز أسديته.

## الموئل والانتشار
ينتشر في بلاد الشام وسيناء وتركيا والقوقاز.